# Ralph E. Gomory
Ralph Edward Gomory (* 7. Mai 1929 in Brooklyn Heights, New York City) ist ein US-amerikanischer Informatiker und angewandter Mathematiker sowie Forschungsmanager.

## Ausbildung
Gomory studierte am Williams College mit dem Bachelor-Abschluss 1950, studierte in Cambridge und wurde 1954 an der Princeton University bei Solomon Lefschetz promoviert (Critical points at infinity and forced oscillations). Von 1954 bis 1957 diente er in der US Navy. 1957 bis 1959 war er Higgins Lecturer und Assistant Professor in Princeton.

## IBM
1959 ging er in die damals neu gegründete Forschungsabteilung von IBM. 1964 wurde er IBM Fellow, ab 1965 leitete er die mathematische Forschung bei IBM und 1970 wurde er dort Direktor der Forschungsabteilung. 1973 wurde er Vizepräsident von IBM und 1985 Senior Vice President for Science and Technology. In seinen 18 Jahren als Forschungsdirektor von IBM wurden am Thomas J. Watson Research Center die Grundlagen der RISC-Technologie gelegt, im Forschungszentrum in San José die Grundlagen der relationalen Datenbanken und am Zürcher Forschungszentrum Arbeiten ausgeführt, die zu zwei Nobelpreisen führten (Rastertunnelmikroskop von Gerd Binnig, Heinrich Rohrer, Hochtemperatursupraleiter von Johannes Georg Bednorz, Karl Alexander Müller).

## Sloan Foundation und danach
1989 ging er bei IBM in den Ruhestand und wurde Präsident der Alfred P. Sloan Foundation, was er bis 2007 blieb. Danach ging er als Professor an die New York University (Stern School of Business).
In seiner Zeit als Leiter der Sloan Foundation war diese ein Pionier auf dem Gebiet des Online Learning in den USA (schon vor dem Aufschwung des Internet), unterstützte Wissenschaftler aus Minderheiten und begann eine Reihe von Industrie-Studien. In seine Zeit fiel auch die Beteiligung am Sloan Digital Sky Survey und der Bestandsaufnahme von Lebewesen im Meer (Census of Marine Life).

## Werk als Mathematiker
Als Mathematiker befasste Gomory sich zunächst mit nichtlinearen Differentialgleichungen. In seiner Zeit in Princeton war er – inspiriert durch seine Zeit bei der US Navy, wo er sich dem Operations Research zuwandte – ein Pionier der Ganzzahligen Programmierung mit der Entwicklung eines allgemein einsetzbaren Schnittebenenverfahrens (1958). In seiner Zeit bei IBM veröffentlichte er mit Paul Gilmore über das eindimensionale Zuschnittproblem (englisch cutting stock problem), das Problem des Handlungsreisenden und das Rucksackproblem und mit T. C. Hu über Netzwerkflüsse. Ende der 1960er Jahre untersuchte er die asymptotische Theorie der ganzzahligen Programmierung und führte Corner Polyhedra ein. In den 1970er Jahren untersuchte er mit Ellis Johnson subadditive Funktionen, die mit Corner Polyhedra zusammenhängen und für die Einführung von Schnittebenen in der ganzzahligen Programmierung nützlich sein können.

## Preise, Ehrungen, Mitgliedschaften
- 1963: Frederick-W.-Lanchester-Preis[4]
- 1993: Arthur M. Bueche Award der National Academy of Engineering
- 1984: John-von-Neumann-Theorie-Preis
- 1988: National Medal of Science
- 1998: Heinz Award
- 2021: Vannevar Bush Award

Gomory ist außerdem achtfacher Ehrendoktor, sowie Mitglied der National Academy of Sciences, der American Academy of Arts and Sciences, der American Philosophical Society, der National Academy of Engineering und Ehrenmitglied des IEEE.

## Sonstiges
Er war Trustee der Princeton University von 1985 bis 1989 und des Hampshire College von 1977 bis 1986. 1984 bis 1992 und 2001 bis 2009 war er einer der Berater des US-Präsidenten für Wissenschaft und Technologie (PCAST). Er ist Mitglied des  National Academies Board on Science Technology and Economic Policy (STEP).
Er war Direktor bei der Washington Post Company, der Bank of New York und von Lexmark.
Gomory ist geschieden und hat drei Kinder.

## Schriften
- mit William J. Baumol: Global Trade and Conflicting National Interests. MIT Press 2001.